# マルバグス
マルバグス（マルバクス、Cinnamomum camphora var. rotundifolia Makino）はクスノキの変種で、葉が著しく丸いという特徴がある。
筑波山神社の拝殿の右手にある、明治初期に北海道開拓吏の八木下伸之が平安を祈念して寄進した木（樹齢150年と推定される）が有名で、この木を調査した牧野富太郎が命名した。この木は、つくば市指定の天然記念物になっている。葉の横幅に対する縦の割合の平均は、通常のクスノキでは2.3倍の長円形に対して、マルバグスの場合には1.4倍と円に近い楕円形という特徴がある。